# 第三帝国 (トラベラー)
第三帝国（だいさんていこく、英: Third Imperium）は、テーブルトークRPG「トラベラー」の背景となる架空の恒星間国家である。
普通は単に〈帝国〉と呼ばれる。帝国暦0年（西暦4565年）にシリア連合のクレオン・ズナスツによって、コア宙域で建国された。〈帝国〉は数次にわたる宥和作戦によって急速に拡大した後、ゆっくりした拡張を続け、帝国暦600年頃に安定期を迎える頃には、かつての第一帝国と第二帝国の領土をほぼ吸収するに至った。

## 政治体制
〈帝国〉は封建制連合体の一種と見なせる。〈帝国〉に加盟する諸世界は、納税し、「上級法」と呼ばれる〈帝国〉の基本法を遵守する義務を負う。その見返りに、〈帝国〉は諸世界間の宇宙空間の治安を担当し、恒星間貿易を保護し、移動と商業を奨励し、諸世界間の外交関係を調停する。以上の範疇外の物事については、個々の世界にゆだねられる。
加盟世界での〈帝国〉の権威は、さまざまな種類の代表部、官僚組織、基地によって代表される。時には、皇帝権力を延伸するために、大規模な〈帝国〉直轄領が設定されることもある。
宥和作戦期に、アルテンサス帝は宇宙空間を六つの「領域」に区分けし、それぞれ統括者として大公を任命した。
大公には、領域内の諸星系の平定と〈帝国〉への編入が命じられた。六つの領域は以下の通りだが、全体が〈帝国〉に編入されている領域はほとんどない。（括弧内は包含する宙域の名前）
- シリア（コア、フォーナスト、マッシリア、デルフィ）
- ヴランド（コリドー、ヴランド、ガシェメグ、ダグダシャアグ）
- ゲイトウェイ（レイ、グリマードリフト・リーチ、ゲイトウェイ、クルーシス・マージン）
- イレリシュ（イレリシュ、ザルシャガル、リーヴァーズ・ディープ、ダイベイ）
- アンタレス（リシュン、アンタレス、メンダン、アムドゥカン）
- ソル（ディアスポラ、オールド・エクスパンス、ソロマニ・リム、アルファ・クルーシス）

### デネブ領域
589年、第一次辺境戦争の間に、七番目の領域であるデネブ領域（スピンワード・マーチ、デネブ、トロージャン・リーチ、レフト）が創設された。大公が任命される予定だったが、〈帝国〉で「内乱」が勃発したために頓挫した。
「内乱」終結後、歴代の皇帝は自分に匹敵する人物の存在を警戒して、〈帝国〉政府における大公の権力の弱体化をはかった。このため、デネブ大公は任命されないままとなった。結果、「領域」の重要性は低下していった。各大公には、騎士や准男爵を叙爵する権限が残された。
第四次辺境戦争が終わると、この戦争によって明らかになった通信ラグの問題に対処するため、ストレフォン帝は〈帝国〉の危機に迅速な対応ができるよう、大公の地位の強化を考えた。皇室会議の反対にもかかわらず、ストレフォンは「領域」を帝国海軍の管轄領域として格上げし、「領域」政府に徴税権を復活させた。さらにストレフォンは、大公に地元レベルでの立法と行政の権限も与えている。

## 参考
〈帝国〉は銀河帝国の衣鉢を継ぐ国家である。
- 第一帝国（ジル・シルカ）：ヴィラニ人の帝国。
- 第二帝国（人類の支配）：第一帝国を征服した地球人（ソロマニ人）の帝国。「人類の支配」はジル・シルカを吸収したことによって生じた停滞の犠牲となって滅んだ。
- 第三帝国：「人類の支配」崩壊後の「暗黒時代」を経て誕生した恒星間国家。シリア連合と呼ばれる惑星連合体が、旧帝国の諸世界を併呑して創建された。

## 第三帝国の皇帝
以下は第三帝国の皇帝一覧である。
| 代 | 帝号            | 治世                   | 王朝         |
| -- | --------------- | ---------------------- | ------------ |
| 1  | クレオン1世     | 0-53                   | ズナスツ     |
| 2  | クレオン2世     | 53-54                  | ズナスツ     |
| 3  | アルテンサス    | 54-166                 | レントリ     |
| 4  | マーティン1世   | 166-195                | レントリ     |
| 5  | マーティン2世   | 195-244                | レントリ     |
| 6  | クレオン3世     | 244-245                | ズナスツ     |
| 7  | ポーフィリア    | 245-326                | レントリ     |
| 8  | アンギスタス    | 326-365                | レントリ     |
| 9  | マーティン3世   | 365-456                | レントリ     |
| 10 | マーティン5世   | 456-457                | レントリ     |
| 11 | ニコル          | 457-475                | レントリ     |
| 12 | クレオン4世     | 475-555                | 該当せず     |
| 13 | ジェローム      | 555-582                | 該当せず     |
| 14 | ジャクリーン1世 | 582-606                | 該当せず     |
| 15 | オラヴ          | 606-609                | 提督皇帝     |
| 16 | レーモン1世     | 609                    | 提督皇帝     |
| 17 | コンスタンタス  | 609-610                | 提督皇帝     |
| 18 | ニコライ        | 610-612                | 提督皇帝     |
| 19 | ジョージ        | 612-613                | 提督皇帝     |
|    | 兵舎皇帝時代    | 613-615                | 提督皇帝     |
| 20 | クレオン5世     | 615-618                | 提督皇帝     |
| 21 | ジョセフ        | 618                    | 提督皇帝     |
| 22 | ドナルド        | 618                    | 提督皇帝     |
| 23 | エムディリ      | 618-619                | 提督皇帝     |
| 24 | キャサリン      | 619                    | 提督皇帝     |
| 25 | レーモン2世     | 619                    | 提督皇帝     |
| 26 | ジャクリーン2世 | 619                    | 提督皇帝     |
| 27 | ユスティ        | 619-620                | 提督皇帝     |
| 28 | マラーヴァ      | 620                    | 提督皇帝     |
| 29 | イワン          | 620-621                | 提督皇帝     |
| 30 | マーティン6世   | 621                    | 提督皇帝     |
| 31 | ギュスタス      | 621-622                | 提督皇帝     |
| 32 | アルベラトラ    | 622-629 (摂政) 629-666 | アルカリコイ |
| 33 | ザキロフ        | 666-688                | アルカリコイ |
| 34 | マーガレット1世 | 688-736                | アルカリコイ |
| 35 | パウロ1世       | 736-767                | アルカリコイ |
| 36 | トムトフ1世     | 767-768                | アルカリコイ |
| 37 | パウラ2世       | 768-836                | アルカリコイ |
| 38 | トムトワ2世     | 836-908                | アルカリコイ |
| 39 | マーガレット2世 | 908-945                | アルカリコイ |
| 40 | スティリクス    | 945-989                | アルカリコイ |
| 41 | ガヴィン        | 989-1031               | アルカリコイ |
| 42 | パウロ3世       | 1031-1071              | アルカリコイ |
| 43 | ストレフォン    | 1071-現在              | アルカリコイ |